# Arabi (Geòrgia)
Arabi és una població dels Estats Units que pertany a l'estat de Geòrgia. Segons el cens del 2000 tenia 456 habitants.

## Demografia
Segons el cens del 2000, Arabi tenia 456 habitants, 185 habitatges, i 120 famílies. La densitat de població era de 39 habitants per km².
Dels 185 habitatges en un 29,7% hi vivien nens de menys de 18 anys, en un 52,4% hi vivien parelles casades, en un 10,3% dones solteres, i en un 34,6% no eren unitats familiars. En el 32,4% dels habitatges hi vivien persones soles el 15,1% de les quals corresponia a persones de 65 anys o més que vivien soles. El nombre mitjà de persones vivint en cada habitatge era de 2,46 i el nombre mitjà de persones que vivien en cada família era de 3,09.
Per edats la població es repartia de la següent manera: un 24,8% tenia menys de 18 anys, un 8,6% entre 18 i 24, un 28,3% entre 25 i 44, un 23,7% de 45 a 60 i un 14,7% 65 anys o més.
L'edat mediana era de 38 anys. Per cada 100 dones de 18 o més anys hi havia 100,6 homes.
La renda mediana per habitatge era de 24.327 $ i la renda mediana per família de 26.750 $. Els homes tenien una renda mediana de 27.321 $ mentre que les dones 13.281 $. La renda per capita de la població era d'11.157 $. Entorn del 13,1% de les famílies i el 19,9% de la població estaven per davall del llindar de pobresa.

## Poblacions més properes
El següent diagrama mostra les poblacions més properes.